# Sorico
Sorico – miejscowość i gmina we Włoszech, w regionie Lombardia, w prowincji Como.
Według danych na rok 2004 gminę zamieszkiwały 1204 osoby, 52,3 os./km².